# Leptonotus
Leptonotus is een geslacht van straalvinnige vissen uit de familie van zeenaalden en zeepaardjes (Syngnathidae).

## Soorten
- Leptonotus blainvilleanus (Eydoux & Gervais, 1837)
- Leptonotus elevatus (Hutton, 1872)
- Leptonotus norae (Waite, 1910)